# Marin City
Marin City is een plaats (een zogenaamde census-designated place) in Marin County in de Amerikaanse staat Californië. De plaats telde in 2010 2.666 inwoners op een oppervlakte van 1,39 km², waarmee de bevolkingsdichtheid 1.918 inwoners per vierkante kilometer bedroeg.

## Geschiedenis
Tijdens de Tweede Wereldoorlog kreeg de W.A. Bechtel Company uit San Francisco de opdracht om transportschepen voor de Amerikaanse Marine te bouwen. Hiertoe richtte men "Marinship" op en een aantal arbeiders werd bij de scheepswerven in het noordwesten van de Baai van San Francisco, bij Sausalito, gehuisvest. De woongemeenschap kreeg de naam Marin City en de eerste woningen waren klaar in 1942. Een jaar na de stichting telde de plaats zo'n 5.500 inwoners. Marin City beschikte in die tijd over enkele voorzieningen, zoals een lagere school en een apotheek, maar had geen gemeenteraad of burgemeester.
In 1944 had Marinship 22.000 arbeiders in dienst, afkomstig vanuit de hele Verenigde Staten. Een groot deel daarvan woonde in Marin City en terwijl er in de rest van Californië sprake was van segregatie, leefde men in Marin City juist door elkaar. Marinship sloot in 1945, maar Marin City bleef wel bestaan, hoewel veel van de oorspronkelijke woningen verdwenen zijn. In 1958 richtte bewoners het Marin City Community Services District (MCCSD) om het plaatsje te vernieuwen en in 1964 kreeg Marin City een prijs van het HUD voor het stadsontwerp.

## Demografie
Volgens de census van 2010 bedroeg het inwonertal 2.666. Daarvan was zo'n 38,9% blank, 38,1% Afro-Amerikaans, 10,8% Aziatisch, 0,8% afkomstig van eilanden uit de Grote Oceaan, 0,6% inheems Amerikaans, 4,5% behoorde tot een ander ras en 6,3% tot twee rassen. Daarnaast identificeerde 13,7% zich als hispanic of latino; zij vormen volgens de U.S. Census geen apart 'ras' en kunnen tot elk van bovengenoemde rassen behoren. Het aantal zwarten of Afro-Amerikanen is in vergelijking met de rest van de staat relatief hoog (38 tegenover 6 procent), terwijl het aantal blanken relatief laag is (39 tegenover 58 procent). Ook wonen er relatief weinig hispanics in Marin City.
Het percentage van de bevolking dat onder de armoedegrens leefde bedroeg 30,9% (periode 2009-2013); dit is ongeveer het dubbele van het percentage van Californië in dezelfde periode, namelijk 15,9%, en een ruim vijf keer zo hoog percentage als dat van het aangrenzende Sausalito, namelijk 5,9%.

## Verkeer en vervoer
Marin City ligt een zestal kilometer ten noorden van de Golden Gate Bridge aan de U.S. Route 101, die langs de westkust van de Verenigde Staten loopt. De weg zorgt voor een verbinding met onder andere San Francisco in het zuiden en San Rafael in het noorden.
Het openbaar vervoer wordt verzorgd door bussen van Golden Gate Transit en Marin Transit. Marin City is een belangrijk knooppunt van buslijnen; zo stoppen er dagelijks bussen van en naar San Francisco, Strawberry en Novato. Verder rijden er bussen naar de landelijke streek West Marin.